# Kiseljak (Bosnie centrale)
Pour les articles homonymes, voir Kiseljak.
Kiseljak (en cyrillique : Кисељак) est une ville et une municipalité de Bosnie-Herzégovine située dans le canton de Bosnie centrale et dans la fédération de Bosnie-et-Herzégovine. Selon les premiers résultats du recensement bosnien de 2013, la ville intra muros compte 3 773 habitants et la municipalité 21 919.

## Géographie
Située au nord-est de Sarajevo et au sud de Zenica, Kiseljak se trouve dans la vallée des rivières Fojnica, Lepenica et Kreševka (un affluent de la Bosna). La ville se trouve au carrefour des routes en provenance de Visoko, Fojnica, Kreševo et Rakovica.

## Histoire
Durant la période sous occupation par l'Autriche-Hongrie (1878-1918), un bureau de poste militaire avec station télégraphique a été ouvert, identifié par les chiffres romains VII.

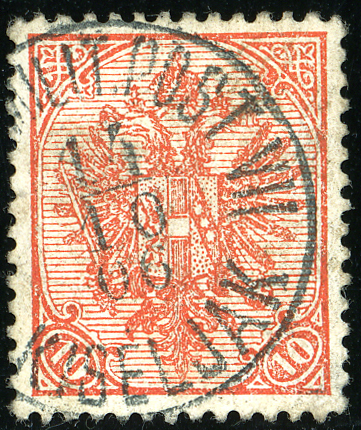
Timbre de Bosnie et Herzégovine, oblitéré K und K MILIT. POST VII - KISELJAK en 1906.

## Localités

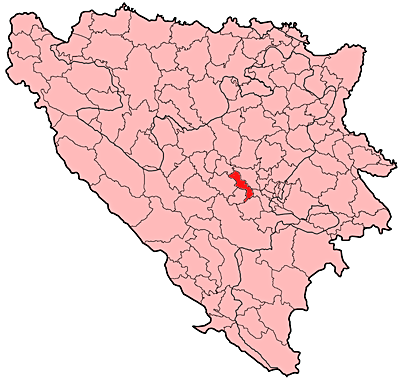
Localisation de la municipalité de Kiseljak en Bosnie-Herzégovine

La municipalité de Kiseljak compte 82 localités :
| - Azapovići - Badnje - Behrići - Bilalovac - Bliznice - Boljkovići - Borina - Brizje - Brnjaci - Bukovica - Buzuci - Čalikovac - Čizma - Čubren | - Datići - Demići - Devetaci - Doci - Donji Palež - Draževići - Dubrave - Dugo Polje - Duhri - Duke - Gaj - Gojakovac - Gomionica - Gornji Palež | - Gradac - Grahovci - Gromiljak - Gunjače - Hadrovci - Han Ploča - Hercezi - Homolj - Hrastovi - Ivica - Jehovac - Katunište - Kazagići - Kiseljak | - Kotačala - Kovači - Krčevine - Križići - Kuliješ - Lug - Ljetovik - Mahala Gomionica - Mahala Višnjica - Male Sotnice - Markovići - Maslinovići - Medovci - Medovići | - Miroševići - Mrakovi - Odrače - Paretak - Pariževići - Pobrđe Milodraž - Pobrđe Orahovo - Podastinje - Podastinjsko Brdo - Polje Višnjica - Potkraj - Radanovići - Radeljevići - Rauševac | - Rotilj - Solakovići - Stojkovići - Svinjarevo - Šahinovići - Toplica - Tulica - Velike Sotnice - Višnjica - Zabrđe - Završje - Žeželovo |

## Démographie

### Villeintra muros

#### Évolution historique de la population dans la villeintra muros
| 1948 | 1953 | 1961  | 1971  | 1981  | 1991  | 2013  |
| ---- | ---- | ----- | ----- | ----- | ----- | ----- |
| -    | -    | 1 671 | 2 118 | 2 861 | 3 412 | 3 773 |

|  |

### Municipalité

#### Évolution historique de la population dans la municipalité
| 1961   | 1971   | 1981   | 1991   | 2013   |
| ------ | ------ | ------ | ------ | ------ |
| 15 538 | 18 335 | 21 039 | 24 164 | 21 919 |

#### Répartition de la population dans la municipalité (1991)
En 1991, sur un total de 24 164 habitants, la population se répartissait de la manière suivante :

## Politique
À la suite des élections locales de 2012, les 23 sièges de l'assemblée municipale se répartissaient de la manière suivante :
| Parti                                                               | Sièges |
| ------------------------------------------------------------------- | ------ |
| Union démocratique croate de Bosnie-Herzégovine (HDZ BiH)           | 10     |
| Parti d'action démocratique (SDA)                                   | 4      |
| Alliance pour un meilleur avenir de la Bosnie-Herzégovine (SBB BiH) | 2      |
| Parti social-démocrate (SDP)                                        | 2      |
| Parti pour la Bosnie-Herzégovine (SBiH)                             | 1      |
| Union démocratique croate 1990 (HDZ 1990)                           | 1      |
| Parti national pour l'amélioration par le travail (Za boljitak)     | 1      |
| HSS-NHI                                                             | 1      |
| Parti croate du droit de Bosnie-Herzégovine (HSP BiH)               | 1      |

Mladen Mišurić-Ramljak, membre de l'Union démocratique croate de Bosnie et Herzégovine (HDZ BiH), a été réélu maire de la municipalité,.

## Tourisme

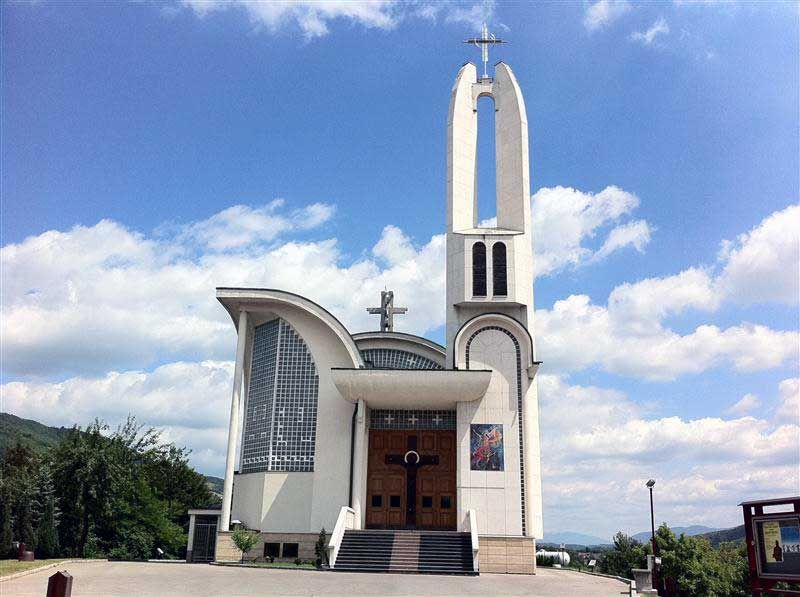
L'église Saint-Élie de Kiseljak

## Personnalités
- Ivo Miro Jović, président de la présidence de la Bosnie-Herzégovine
- Ivica Rajić, militaire
- Tihomir Blaškić, ancien général croate de Bosnie-Herzégovine
- Branko Plesa, acteur, réalisateur et scénariste